# Orthetrum villosovittatum
Orthetrum villosovittatum é uma espécie de libélula em que seu território vai de Victoria até o leste de Nova Gales do Sul e Queensland, norte de Queensland, passando pela Península do Cabo York e Território do Norte na Austrália e cruza até as Ilhas Molucas, Nova Guiné e ilhas vizinhas. É uma espécie comum pela maior parte de seu território.
Os machos têm o tórax marrom dourado e abdômen avermelhado, com este dividido em quatro segmentos. As fêmeas são da cor ocre.
A espécie habita córregos e pântanos.